# Paul Koech (1969-2018)
Paul Kipsilgich Koech (Burnt Forest, 25 juni 1969 - Nairobi, 3 september 2018) was een Keniaanse langeafstandsloper. Hij werd wereldkampioen halve marathon en Keniaans kampioen op diverse langeafstandsdisciplines. Ook nam hij eenmaal deel aan de Olympische Spelen, maar won bij die gelegenheid geen medailles.

## Loopbaan
Op de wereldkampioenschappen in 1997 in Athene werd Koech vierde op de 10.000 m. In 1998 werd hij vice-wereldkampioen veldlopen en met een tijd van 1:00.01 wereldkampioen halve marathon. In 1999 en 2000 werd hij zesde op het wereldkampioenschap veldlopen. Een knieblessure belette zijn deelname aan de Olympische Spelen.
Koech won in 1997 in Nederland de Dam tot Damloop in 44.45. Het was lange tijd de snelste tijd ooit. Uiteindelijk werd hij in 2011 door zijn landgenoot Leonard Patrick Komon overtroffen, die de loop won in 44.27. In 1997 en 1998 won hij eveneens de 5 km van Carlsbad. Op 11 april 1999 zegevierde hij in de Parelloop in 27.44.
Onder leiding van zijn nieuwe trainer Dieter Hogen specialiseerde Paul Koech zich op de marathon en bij zijn marathondebuut werd hij tweede bij de Chicago Marathon in 2003 met een tijd van 2:07.07. In 2004 werd hij tiende in dezelfde wedstrijd.
In 2003 meldde hij zich ook weer op het wereldkampioenschap veldlopen. Een vijfde plaats was het resultaat.
Paul Koech was de oom van de succesvolle loopsters Sally Barsosio en Florence Barsosio. Hij woonde in zijn geboorteplaats Burnt Forest in het district Uasin Gishu. Hij was getrouwd met Zipporah en had drie kinderen.
Hij overleed op 48-jarige leeftijd in een ziekenhuis in Nairobi.

## Titels
- Wereldkampioen halve marathon - 1998
- Keniaans kampioen 10.000 m - 1997
- Keniaans kampioen veldlopen (lange afstand) - 1997, 1998, 1999
- Afrikaans kampioen 5000 m - 1996

## Persoonlijke records
Baan
| Onderdeel   | Prestatie | Datum            | Plaats  |
| ----------- | --------- | ---------------- | ------- |
| 2000 m      | 5.01,92   | 3 september 1997 | Rieti   |
| 3000 m      | 7.33,79   | 16 augustus 1997 | Monaco  |
| 2 Eng. mijl | 8.17,01   | 7 augustus 1999  | Londen  |
| 5000 m      | 12.56,29  | 13 augustus 1997 | Zürich  |
| 10.000 m    | 26.36,26  | 22 augustus 1997 | Brussel |

Weg
| Onderdeel      | Prestatie | Datum             | Plaats   |
| -------------- | --------- | ----------------- | -------- |
| 10 km          | 27.31     | 5 april 1998      | Brunssum |
| 15 km          | 43.31     | 13 juli 2003      | Utica    |
| 10 Eng. mijl   | 46.36     | 23 september 2001 | Zaandam  |
| 20 km          | 59.25     | 10 oktober 2004   | Chicago  |
| halve marathon | 1:00.01   | 27 september 1998 | Uster    |
| 25 km          | 1:14.37   | 10 oktober 2004   | Chicago  |
| marathon       | 2:07.07   | 12 oktober 2003   | Chicago  |

## Palmares

### 3000 m
- 1995: 4e Johannesburg International Meeting - 8.04,01
- 1997: 5e Herculis in Monte Carlo - 7.33,79
- 1998: 5e Grand Prix Finale in Moskou - 7.51,95
- 2001: 4e Västeras - 7.53,52

### 5000 m
- 1996:  Afrikaanse kamp. in Yaounde - 13.35,13
- 1996: 5e DN Galan in Stockholm - 13.06,81
- 1996:  ISTAF in Berlijn - 13.06,45
- 1996:  IAAF/Mobil Grand Prix Final in Milaan - 13.00,67
- 1997:  Japan Grand Prix in Osaka - 13.10,29
- 1997:  DN Galan in Stockholm - 13.00,13
- 1997:  ISTAF in Berlijn - 12.56,59
- 1997:  IAAF Grand Prix Final in Fukuoka - 13.10,77
- 1998:  Osaka Meeting - 13.34,13
- 1998:  Keniaanse kamp. in Nairobi - 13.35,2
- 1998:  Live '98 in Nürnberg - 13.06,43
- 1998:  LG Athletics Meeting in Stuttgart - 13.05,22
- 1999: 7e Keniaanse kamp. in Nairobi - 13.35,0
- 1999: 4e Meeting Gaz de France in St Denis - 13.07,93

### 10.000 m
- 1995: 7e Keniaanse kamp. in Nairobi - 28.36,7
- 1995:  Afrikaanse Spelen in Harare - 28.28,8
- 1996:  Keniaanse olympische Trials in Nairobi - 28.30,21
- 1996: 6e OS - 27.35,19
- 1996:  Memorial Van Damme - 26.56,78
- 1997:  Keniaanse WK Trials in Nairobi - 28.20,0
- 1997: 4e WK - 27.30,39
- 1997:  Memorial Van Damme - 26.36,26
- 1998:  Memorial Van Damme - 26.47,89
- 1999:  Memorial Van Damme - 27.10,38

### 5 km
- 1997:  5 km van Carlsbad - 13.15
- 1998:  5 km van Carlsbad - 13.16

### 10 km
- 1995:  Olympic Day Run in Sao Paulo - 28.56
- 1997:  Cooper River Bridge Run in Charleston - 27.57
- 1997:  Vancouver Sun Run - 27.57
- 1997:  Trevira Twosome in New York - 28.10
- 1998:  Parelloop - 27.31
- 1998:  Giro Media Blenio in Dongio - 28.30
- 1999:  Parelloop - 27.44
- 1999:  San Silvestro Boclassic in Bolzano - 28.30
- 2002: 5e Azalea Trail Run in Mobile - 28.07
- 2002:  Crescent City Classic in New Orleans - 27.59,9
- 2003:  Vancouver Sun Run - 28.48
- 2003: 4e Crescent City Classic in New Orleans - 28.19,0
- 2003:  Rite Aid Cleveland - 28.22
- 2003:  Celestial Seasonings Bolder Boulder - 28.58
- 2003:  Peachtree Road Race in Atlanta - 28.28,5
- 2003: 4e Beach to Beacon in Cape Elizabeth - 28.10,5
- 2004:  Celestial Seasonings Bolder Boulder - 29.19
- 2004:  Bellin Run in Green Bay - 29.18
- 2005:  Bellin Run in Green Bay - 29.13

### 15 km
- 2003: 4e Utica Boilermaker - 43.31

### 10 Eng. mijl
- 1995:  Erewash Classic - 46.36
- 1997:  Dam tot Damloop - 44.45
- 2001: 7e Dam tot Damloop - 46.36

### halve marathon
- 1996:  halve marathon van Vitry-sur-Seine - 1:00.31
- 1998:  WK in Uster - 1:00.01
- 1999:  halve marathon van Milaan - 1:00.34
- 2003:  halve marathon van Virginia Beach - 1:01.57

### marathon
- 2003:  Chicago Marathon - 2:07.07
- 2004: 10e Chicago Marathon - 2:13.20
- 2005: 25e Chicago Marathon - 2:24.04

### veldlopen
- 1997:  Keniaanse kamp. in Nairobi - 34.56
- 1997: 4e WK (lange afstand) in Turijn - 35.23
- 1998:  WK (lange afstand) in Marrakesh - 34.06
- 1998:  Keniaanse kamp. in Nairobi - 35.56,6
- 1999: 6e WK (lange afstand) in Belfast - 39.51
- 2000: 6e WK (lange afstand) in Vilamoura - 35.22
- 2003: 5e WK (lange afstand) in Avenches - 36.42